# Battenbroek

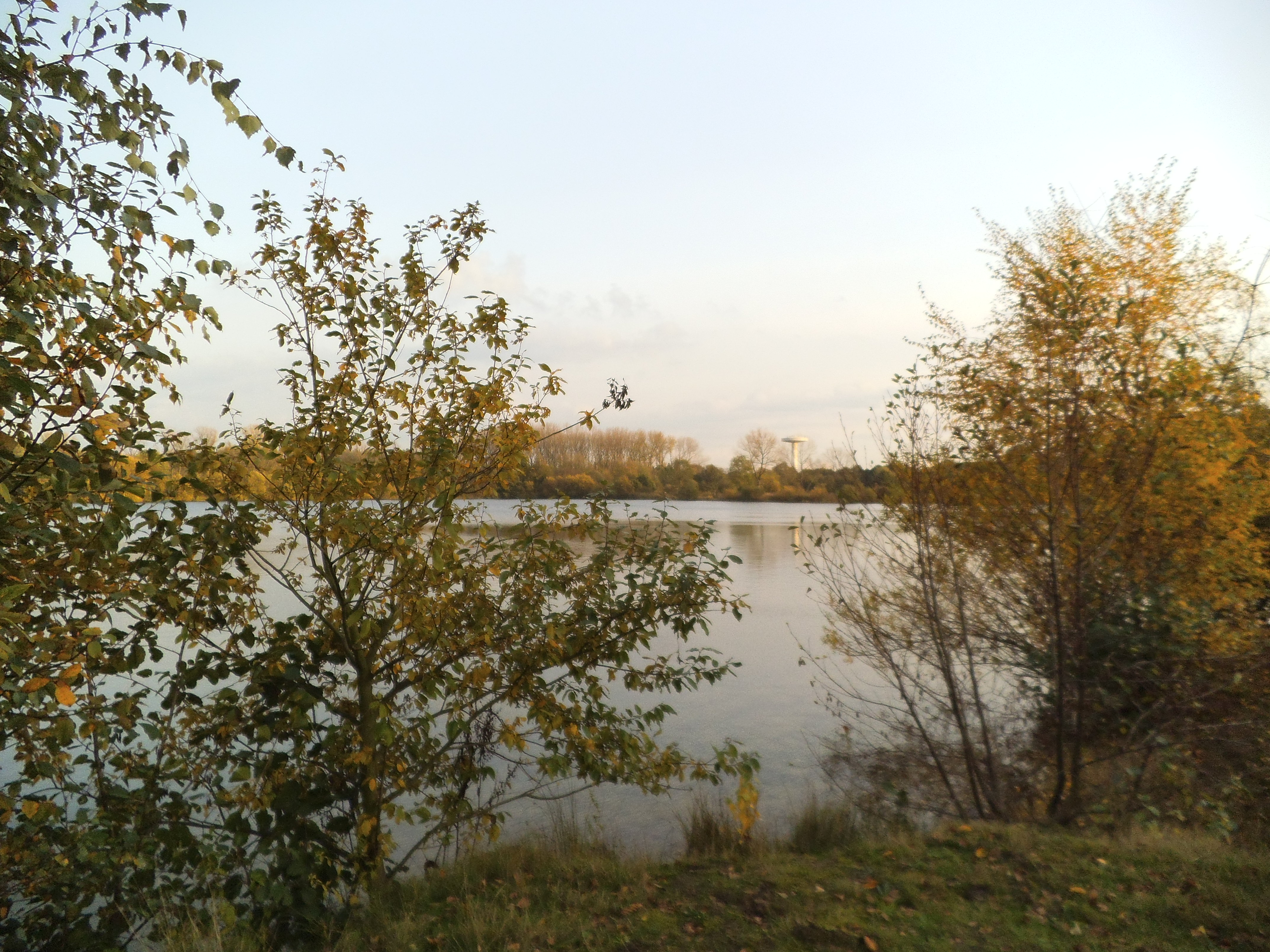
Spildoornvijver oftewel Kleine Vijver

Battenbroek is een natuurgebied in de Mechelse deelgemeente Walem, gelegen tussen de rivieren Dijle en Nete. 
Zoals de plaatsaanduiding 'broek' laat vermoeden, gaat het hier om een drassig gebied. Al in de dertiende eeuw werd het ingedijkt. Eeuwenlang deed het vooral dienst als agrarisch poldergebied, tot in de twintigste eeuw de weiden, akkers en moerassige zones massaal beplant werden met populieren.
Het gebied wordt doorsneden door de E19. De aanleg van deze autostrade heeft de flora en fauna van deze biotoop ingrijpend veranderd. Hiervoor werden ook twee vijvers gegraven als zandwinningsputten. Deze vijvers staan bekend als de Grote Vijver en de Kleine Vijver (oftewel Spildoornvijver). Terwijl de Grote Vijver toegankelijk is als recreatiegebied voor watersporten, is de Spildoornvijver opnieuw ingenomen door de natuur, samen met de omringende poelen en sloten.
Battenbroek schenkt ook zijn naam aan een nabijgelegen straat, een rustoord en een kasteel. Het kasteel van Battenbroek werd al in 1220 vermeld, maar de huidige vorm zou teruggaan tot 1830.